# Perła Wielkiej Wartości
Perła Wielkiej Wartości – stanowi zbiór tekstów Josepha Smitha – proroka i pierwszego prezydenta Kościoła Jezusa Chrystusa Świętych w Dniach Ostatnich.

## Opis
W skład Perły Wielkiej Wartości weszło pięć ksiąg: Wyjątki z Księgi Mojżesza, Księga Abrahama, Józef Smith – Mateusz, Józef Smith – Historia i Zasady wiary. Księga Abrahama, opublikowana po raz pierwszy we fragmentach w marcu 1842, powstała z tłumaczenia jakiego miał dokonać Joseph Smith z kilku zwojów papirusów, zawierających pismo egipskie, które zostały zakupione wraz z czterema egipskimi mumiami przez wiernych Kościoła latem 1835 roku od Michaela Chandlera. Teksty te Joseph Smith przetłumaczył jako pisma hebrajskich patriarchów Abrahama i Józefa. Zawiera ona trzy egipskie rysunki, których obraz oraz interpretacja Smitha znajduje się w księdze.
Przez wiele lat uważano, że oryginalne papirusy z których miał tłumaczyć Joseph Smith zostały zniszczone w wielkim pożarze Chicago, który zniszczył miasto w roku 1871. Jednakże w roku 1966, fragmenty te zostały odnalezione w archiwum Metropolitan Museum of Art w Nowym Jorku. Zostały one opublikowane a następnie przekazane do archiwów Kościoła Jezusa Chrystusa Świętych w Dniach Ostatnich. Zostały one zbadane i przetłumaczone przez egiptologów. Papirusy te zostały zidentyfikowane jako starożytne egipskie teksty pogrzebowe. Na tej podstawie egiptolodzy przedstawili zupełnie odmienną interpretację rysunków zamieszczonych w Księdze Abrahama. 

## Spis treści Perły Wielkiej Wartości
| \| Lp. \| Tytuł księgi \| Liczba rozdziałów \| \| --- \| ------------------------- \| ----------------- \| \| 1. \| Wyjątki z Księgi Mojżesza \| 8 \| \| 2. \| Księga Abrahama \| 5 \| \| 3. \| Józef Smith – Mateusz \| 1 \| \| 4. \| Józef Smith – Historia \| 1 \| \| 5. \| Zasady wiary \| 1 \| |                           |                   |
| Lp. | Tytuł księgi              | Liczba rozdziałów |
| 1. | Wyjątki z Księgi Mojżesza | 8                 |
| 2. | Księga Abrahama           | 5                 |
| 3. | Józef Smith – Mateusz     | 1                 |
| 4. | Józef Smith – Historia    | 1                 |
| 5. | Zasady wiary              | 1                 |